# Croton elbertii
Espèce
Croton elbertii est une espèce de plantes à fleurs du genre Croton et de la famille des Euphorbiaceae, présente aux Moluques (Wetar), en Indonésie.